# Delic
Peter Blom (Zwolle, 29 oktober 1981), beter bekend als Delic, is een Nederlands muzikant, diskjockey, producer en kunstschilder. Blom is voornamelijk bekend geworden door zijn lidmaatschap van de populaire rapformatie Opgezwolle. Binnen Opgezwolle was hij verantwoordelijk voor het produceren van de nummers.
Na een hiatus heeft hij solo 2 albums uitgebracht, Kidnap At The Noodle Shop en Lone Wolf.

## Discografie

### Albums
Studioalbums
- Kidnap At The Noodle Shop (2018)
- Lone Wolf (2021)

Albums in groepsverband
- Opgezwolle
  - Spuugdingen op de mic (2001)
  - Vloeistof + Brandstof (2003)
  - Eigen Wereld (2006)
- Opgeduveld
  - Opgeduveld (2002)
- Delic & Sticks
  - Fakkelteit (2007)

Hitnotering
| Jaar | Album                                  | 100 | weken |
| ---- | -------------------------------------- | --- | ----- |
| 2001 | Spuugdingen op de mic (met Opgezwolle) | 37  | 2     |
| 2003 | Vloeistof (met Opgezwolle)             | 21  | 5     |
| 2006 | Eigen Wereld (met Opgezwolle)          | 4   | 21    |
| 2007 | Fakkelteit (met Sticks)                | 7   | 7     |

## Prijzen en nominaties

### Solo
| Jaar | Prijs                     | Categorie                      | Muziek                |     |
| ---- | ------------------------- | ------------------------------ | --------------------- | --- |
| 2001 | Grote Prijs van Nederland | Beste Muzikant HipHop/Nederhop |                       | 2e  |
| 2005 | Gouden Greep              | Beste Producer                 | Win                   |     |
| 2006 | Gouden Greep              | Beste Producer                 | Win                   |     |
| 2007 | Gouden Greep              | Beste Album                    | Fakkelteit met Sticks | Nom |
| 2007 | Gouden Greep              | Beste Producer                 |                       | Win |

### Opgezwolle
Voor de prijzenkast van Delic met Opgezwolle:

## Producties

### 2001
Opgezwolle - Spuugdingen op de Mic. 
- 01. Mafkezen
- 02. Bob Sticky
- 03. Verwend
- 04. Opgezwolle de Volle
- 05. Ritmen
- 06. Als die Mic Aanstaat (met Typhoon)
- 07. Voor de Peeps (met Blaxtar)
- 08. XI (met Karlijn)
- 09. Zwolle
- 10. Spuugdingen op die Mic
- 11.  't Duurde Even
- 12. Kruidig en Pittig (met BlaBla)

### 2002
Opgeduveld - Opgeduveld 
- 01. Intro
- 02. 1001 Sprookjes
- 05. Generaal
- 06. 4X4
- 09. Zonder Handen

### 2003
Opgezwolle - Vloeistof 
- 01. Sporen
- 02. Stop
- 03. De Tijd Leert
- 04. Tempel
- 05. Verre Oosten
- 06. Vraag & Antwoord (met BlaBla)
- 07. Dit is...
- 08. Tjappies & Mammies
- 09. Dip Saus
- 10. Hook Up (met Blaxtar & Typhoon)
- 11. Rustug
- 12. Vork
- 13. Concept of Niet
- 14. Beestenboel
- 15. Haters en Stokers

Opgezwolle - Brandstof 
- 01. Hardcore Raps
- 02. Je Weet 't
- 04. Klap
- 05. Skeit
- 06. Waarheid van het Uur

### 2004
Various - Street Theatre 
- 02. Scarabee (Typhoon)

DuvelDuvel - Aap-o-Theek 
- 03. Iemand moet het Doen
- 07. Dubbelspel

Kubus - Buitenwesten 
- 13. Braz-Ill

### 2005
Jawat! - Ut Zwarte Aap 
- 04. Zwarte Koffie (met Opgezwolle)
- 06. Moeilijk
- 10. Illusie
- 15. De Waarheid (met Sticks)

Senna - The Peace Terrorist 
- 06. Misunderstood

### 2006
Opgezwolle - Eigen Wereld 
- 01. Hoedenplank
- 02. Werk aan de Winkel
- 03. Balans (met Josje & Shyrock)
- 04. Gekkenhuis (met Jawat!)
- 05. Nagemaakt
- 06. Eigen Wereld
- 07. Elektrostress
- 08. Passievrucht/Bosmuis (met Duvel)
- 09. Made in NL
- 10. NL Door
- 11. Gebleven
- 12. Ut Is Wat Het Is (met Raymzter)
- 13. Volle Kracht (met Winne)
- 14. Gerrit
- 15. Ukkie
- 16. Vroeger/Nu (met James)
- 17. Regendans
- 18. Ogen Open
- 19. Tunnelvisie
- 20. De Jug
- 21. Park (met Bert Vrielink)

### 2007
Typhoon - Tussen licht en lucht 
- 06.  Sprokkeldagen (coproductie)
- 14. Contact
- 16. Vlieger

Sticks & Delic - Fakkelteit 
- 01. Welkomstwoord
- 02. Weg Kwijt (met Shyrock & Rico)
- 03. Utopia (met Typhoon & James)
- 04. Sporen2
- 05. Tot Zo (met Rico)
- 07. Slangeleer
- 08. Snelle Jongens (met Rico)
- 09. Laatste Dagen
- 10. Vrij
- 11. Broodje Aap
- 12. Water/Vuur (met Jawat)
- 13. Ga (met Typhoon & Rico)
- 14. Brak
- 15. Gisteren/Vandaag
- 16. Goeiedag Verder (met Rico)